# Drapetomania
Drapetomania foi um diagnóstico médico proposto em 1851 por Samuel A. Cartwright, um médico que exercia a sua profissão em Luisiana, nos Estados Unidos e que era membro da Louisiania Medical Association. O diagnóstivo visava explicar a tendência humana de querer escapar. Incidentalmente, somente pessoas de origem africana sofriam deste mal na sociedade em que vivia o Dr. Cartwright. 
O termo drapetomania deriva do grego δραπετης (drapetes, "um [escravo] fugido") + μανια (mania, "loucura, frenesi"). 
Este diagnóstico apareceu em um artigo publicado no New Orleans Medical and Surgical Journal, no qual o Dr. Cartwright argumentou que a tendência de fuga dos escravos na verdade se tratava de uma desordem médica que podia ser prevenida e tratada com altos índices de sucesso, isto é, de acordo com as suas próprias palavras, que "with proper medical advice, strictly followed, this troublesome practice that many Negroes have of running away can be almost entirely prevented" ("Com aconselhamento médico apropriado, estritamente seguido, esta prática problemática que muitos negros têm de fugir pode ser quase inteiramente prevenida"). 
Especificamente, como prevenção e reversão deste quadro de saúde humana, o Dr. Cartwright propôs chicotadas a escravos que pareciam carrancudos e insatisfeitos sem quaisquer motivos (ou, em suas próprias palavras, "sulky and dissatisfied without cause")  e também, presumidamente quando aplicável, que se efetuasse a amputação dos dedos dos pés dos pacientes . 
Atualmente é considerada pseudociência.